# Koreanskspråkiga Wikipedia
Koreanskspråkiga Wikipedia (hangul: 한국어 위키백과, Han-gugeo Wikibaekgwa) är den koreanska språkvarianten av den fria encyklopedin Wikipedia, som finns på över 250 språk. Den startade i oktober 2002 och den har för närvarande 700 058 artiklar.